# Comité d'études du Haut-Congo
Het Comité d’études du Haut-Congo of CEHC (Studiecomité van Opper-Congo) was een organisatie waarmee Leopold II van België zijn koloniale plannen vooruithielp voor de Onafhankelijke Congostaat.

## Geschiedenis
Het comité werd opgericht op 25 november 1878 als een vennootschap à participation met een kapitaal van 1 miljoen frank. De vorst verstrekte zelf 265.000 frank via een stroman, de bankier Léon Lambert. De Afrikaansche Handelsvereeniging uit Nederland onderschreef 130.000 frank. De rest bestond uit kleinere participaties, waaronder die van Georges Brugmann, Henri Bamberger, plaatstaalfabrikant Delloye-Matthieu, Arthur Warrain (de markies d'Escombrera), Lucien Jacques-Maurice de Hirsch, Leon Lemmé en baron Eugène Séraphin Sadoine.
Het secretariaat was in handen van kolonel Maximilien Strauch. In de bestuursraad zetelden voorts Lambert en Jules Greindl, naast Lodewijk Pincoffs en  diens zwager Henry Polak Kerdijk, de eigenaren van de Afrikaansche Handelsvereeniging. Na korte tijd ging deze laatste failliet en verdwenen haar bestuurders in de natuur. Vier nieuwe vennoten werden aan boord gehaald, waaronder twee industriëlen uit Manchester: de politicus en handelaar in palmolie James Frederick Hutton en scheepsbouwer William Mackinnon.
Het doel van het studiecomité was de weg effenen voor private exploitatie van het Congobekken. Het moest een commerciële route openen tussen de beneden- en de bovenloop van de Congo, gescheiden door woeste watervallen en stroomversnellingen. Met het oog daarop sloot het een vijfjarige overeenkomst af met Henry Morton Stanley. Hij kreeg instructie om in alle discretie zoveel mogelijk grond op te kopen door "verdragen" te sluiten met de stamhoofden en er posten te vestigen.
Op 15 februari 1879 bestelde het studiecomité stoomboten bij Cockerill: de Belgique, de En Avant en de Espérance.
Na nauwelijks een jaar functioneren werd het comité in vereffening gesteld. Leopold had ondertussen een nieuw vehikel opgericht waarmee hij zijn koloniale droom zou realiseren: de Association internationale du Congo (17 november 1879). Het studiecomité leed nog enkele jaren een schimmig bestaan en bleef zijn naam lenen aan allerhande activiteiten.